# A Certain Ratio
A Certain Ratio é uma banda de pós-punk formada em 1977, em Manchester, Inglaterra.
O nome do grupo vem das letras da música "The True Wheel" de Brian Eno do álbum Tiger Mountain (By Strategy).
Vindos do punk-rock, eles exploraram a fusão de ritmos do funk, dance, punk e latino. eles foram a primeira banda a gravar para a famosa editora Factory Records, que mais tarde levaria a seu catálogo bandas como Joy Division, New Order e Happy Mondays, entre outros. A formação da banda alterou-se ao longo dos anos e o seu percurso é extenso.
Gravaram em 1979 seu primeiro single “All Night Party/The Thin Boys”, e actuaram como banda de suporte dos Joy Division em vários concertos.
Além de vários álbuns, a carreira discográfica dos A Certain Ratio foi ainda prolífera em singles e reedições, sendo “Flight”, “Shack Up” e “Do the Du” os seus temas mais representativos.
Em 30 anos de carreira continuam a ser inovadores na sua música e apesar do abrandamento no ritmo de produção, a banda continua a compor, a gravar e a tocar ao vivo, tendo lançado o seu último álbum, “Mind Made Up”, em 2007. Aqui não tentam imitar ou rivalizar com qualquer corrente musical na ordem do dia. Sem revivalismos, renovam antes a certeza da qualidade intemporal da sua música.

## Discografia

### Estúdio
- The Graveyard and the Ballroom (December 1979) - FACT 16 [Cassette]  - Reissued via Creation and then Soul Jazz
- To Each... (1981) - FACT 35 - Reissued via Creation and then Soul Jazz
- Sextet (1982) - FACT 55 - Reissued via Creation and then Soul Jazz - UK #53[3]
- I'd Like To See You Again (1982) - FACT 65 - Reissued via Creation and then LTM
- Force (1986) - FACT 166 - Reissued via Creation and then LTM (2010)
- Good Together (1989) - A&M ACR 550
- acr:mcr (1990) - A&M 397 057-2
- Up In Downsville (1992) - ROB20 - Reissued via LTM (2010)
- Change The Station (1997) - ROB50
- Mind Made Up (2008) - Reissued via LTM (2010)

### Singles
- "Shack Up" / "And Then Again (live)" 7" - FBN 1
- "All Night Party" / "The Thin Boys"  7" - FAC 5
- "Flight" / "Blown Away" / "And Then Again"  12" - FAC 22
- "Do The Du (Casse)" / "The Fox" / "Shack Up" / "Son And Heir" 12" - FACUS 4
- "The Double 12" "  (12" 2 x 12", 7 tracks) - FACT 42 - Italian Import inc FAC 22 and FACUS 4
- "Waterline" / "Funaezekea"  12" - FAC 52
- "Knife Slits Water" / "Tumba Rumba"  7" - FAC 62-7
- "Knife Slits Water" / "Kether Hot Knives"  12" - FAC 62-12
- "Guess Who?" (Parts 1 and 2) 12" - FBN 17
- "I Need Someone Tonight" / "Don't You Worry 'Bout A Thing"  12" - FAC 72-12 (Also promo 7" FAC 72/7)
- "Life's A Scream" / "There's Only This"  12" - FAC 112
- "Life's A Scream (Edit)" / "There's Only This (Edit)"  7" - FAC 112P
- "Brazilia" / "Dub" 12" - FBN 32
- "Wild Party" / "Sounds Like Something Dirty"  12" - FAC 128
- "Mickey Way (The Candy Bar)" / "Inside" / "Si Firmi O Grido"  12" - FAC 168
- "Greetings Four" EP - "The Runner" / "Inside" / "Bootsy" / "Fever 103" (all session versions) 12" - MASO 70004
- "Bootsy" / "Inside"  7" (Australian only) - FAC 1667
- "Bootsy (Remix)" / "Mickey Way"  12" (Australian only) - FAC 16612[4]
- "The Big E" - A&M
- "Backs To The Wall" / "Backs To The Wall (Dub)" / "Be What You Wanna Be" (ACR version) 12" - ACRY 517
- "Your Blue Eyes" / "Thin Grey Line" / "Coldest Days" 12" (also on 7") - ACRY 534
- "Won't Stop Loving You (Bernard Sumner version) / "Repercussions" (ACR remix) / "Love Is The Way" (Instrumental) 12" - ACRY 540 - UK #55[3]
- "Won't Stop Loving You (Bernard Sumner version) / "Won't Stop Loving You (Norman Cook remix) / "Won't Stop Loving You (Cook Instrumental) - ACRY 540 - This was essentially a hurried re-press by A&M in an attempt to push the single up the singles chart (it failed).
- "Good Together" - EP - A&M 12"
- "Shack Up (Machine)" / "Shack Up (Man)" / "Shack Up" (Norman Cook remix) / "Party Up" 12" - ACRYDJ 590 - Promo only
- "The Planet" / "Loosen Up Your Mind" 12" - 12 ROB 2
- "27 Forever (Bubble Bath Mix)" / "27 Forever (Fix Mix)" (both remixed by Jon Dasilva) 12" - 12 ROB 5R
- "Mello" / "Dub" / "27 Forever" (Jon Dasilva remix) / "Moist Dub" 12" - 12 ROB 6R
- "Tekno" / "Tekno" (Way Out West remix) 12" - 12 ROBS 18
- "Soundstation Volume 2" EP - "Samba 123" (Fila Brazilia remix) / "Yeah Boy" (Sons Of Samarkand remix) / "Yeah Boy" (DJ Die) 12" - 12 ROBS 22
- "Shack Up" / Human League - "Being Boiled" 12" - SJR 57-12 (Soul Jazz Records)

### Compilações e Álbuns ao Vivo
- A Certain Ratio Live in America (Live Album, 1985) - DOJO 47 (Castle Communications)
- The Old and the New (Singles Compilation, 1986) - FACT 135
- Looking for a Certain Ratio (Remixes, 1994) - CRE159B
- Early (2002) - SJR60 (Soul Jazz Records)
- Live In Groningen (2005) - LTM 2443[5]